# Гилбрет, Уорделл
Уорделл Гилбрет (англ. Wardell Gilbreath; род. 29 августа 1954) — американский легкоатлет, специалист по бегу на короткие дистанции. Входил в число сильнейших спринтеров США в 1970-х годах, победитель и призёр первенств национального значения, обладатель золотой и бронзовой медалей Универсиады в Москве, трёхкратный чемпион VII летней Спартакиады народов СССР в Москве.

## Биография
Уорделл Гилбрет родился 29 августа 1954 года.
Будучи студентом, в 1973 году представлял США на Универсиаде в Москве — в беге на 200 метров с результатом 20,80 стал бронзовым призёром, тогда как в эстафете 4 × 100 метров вместе с соотечественниками Томасом Уотли, Ларри Брауном и Стивом Риддиком превзошёл всех соперников в финале и завоевал золотую награду.
В 1976 году с личным рекордом 20,27 был лучшим на 200-метровой дистанции на турнире в Тусоне. Пытался пройти отбор на летние Олимпийские игры в Монреале, но на олимпийском отборочном турнире в Юджине попасть в число призёров не смог.
В июле 1978 года в дисциплине 200 метров выиграл бронзовую медаль на международном турнире Атлетиссима в швейцарской Лозанне.
В 1979 году в составе американской национальной сборной отметился выступлением на VII летней Спартакиаде народов СССР в Москве — одержал здесь победу в индивидуальном беге на 200 метров, а также в эстафетах 4 × 100 и 4 × 200 метров.